# Dilophus fumosus
Dilophus fumosus är en tvåvingeart som beskrevs av Daniel William Coquillett 1904. Dilophus fumosus ingår i släktet Dilophus och familjen hårmyggor.
Artens utbredningsområde är Nicaragua. Inga underarter finns listade i Catalogue of Life.